# Eurides Mescolotto
Eurides Luiz Mescolotto (São Paulo, 23 de agosto de 1950 — Florianópolis, 26 de setembro de 2017) foi um político brasileiro, filiado ao Partido dos Trabalhadores (PT).
Fundador do PT e oriundo do movimento sindical, Mescolotto foi o primeiro candidato do partido ao governo de Santa Catarina, em 1982. Em 2003, com a posse de Luiz Inácio Lula da Silva como presidente da República, assumiu a presidência do Banco do Estado de Santa Catarina (Besc). Deixou a presidência da instituição, sendo sucedido por Luis Mário Lepka, para assumir a presidência da Eletrosul,  que presidiu durante sete anos, sendo sucedido por Márcio Zimmermann.
Na função de presidente da Eletrosul teve o bloqueio de seus bens decretado pelo poder judiciário de Santa Catarina, a pedido do Ministério Público catarinense, no bojo de ação civil pública que busca a indenização por dano moral causado à empresa a partir de contrato administrativo de prestação de serviço deferido por ele próprio, na condição de presidente da estatal federal, a parente seu (autos 0023605-43.2012.8.24.0023).
Foi casado com Ideli Salvatti.